# Nelson Guilherme Bardini
Nelson Guilherme Bardini (Campinas, 25 de junho de 1935) é um engenheiro e inventor brasileiro responsável pela invenção do cartão telefônico indutivo.
Formado em engenharia pela Universidade Mackenzie possui mais de 140 patentes registradas no INPI.